# فوجیتا هیسانوری
فوجیتا هیسانوری (انگلیسی: Hisanori Fujita; ۳۰ اکتبر ۱۸۸۰ – ۲۳ ژوئیهٔ ۱۹۷۰) فرمانده نیروی دریایی امپراتوری ژاپن و مشاور امپراتور ژاپن، هیروهیتو در طی جنگ جهانی دوم بود.